# 12,8 cm Pak 44
Pak 44 L/55 (нім. 12,8 cm Panzerjägerkanone 44 L/55) — німецька важка 128-мм протитанкова гармата, яку використовували під час Другої світової війни. Вона була результатом досвіду використання артилерії на Східному фронті у 1943. Німецька армія там познайомилася з радянськими 122-мм гарматами та видала запит на створення подібної гармати. Розробка спочатку була сконцентрована на польовій гарматі яка була відома під назвою Kanone K 44. Проте, з появою радянських важких танків, таких як ІС-2, до конструкції внесли вимогу про можливість боротьби з танками.
Pak 44 продуктивність на коротких і середніх відстанях була як і 8,8 см Pak 43, але 12,8 см Pak 44 була кращою у боротьбі з танками на дальніх і дуже дальніх дистанціях (1800—2700+ метрів), крім того, вона залишалася ефективною як польова гармата при стрільбі фугасними снарядами.

## Історія розробки
Вибір калібру у 128 мм для протитанкової гармати було зроблено через наявність технічної бази для виробництва стволів морських гармат. Конструкторські контракти отримали Rheinmetall Borsig та Krupp. Перші прототипи гармат було представлено на випробування наприкінці 1944. Rheinmetall почала розробку з 128 мм зенітної гармати, у той час як Крупп вирішив створити гармату з нуля. Після перших випробувань, конструкцію Rheinmetall було відкинуто і продовжено розробку конструкції Круппа. Проте, випробування показали, що буксирувана протитанкова гармата вагою близько 11 тон була непрактичною, тому буксируваний варіант було скасовано.
Приблизно 50 стволів і затворів було використано з наявними лафетами. Гармата яка мала колишній французький лафет GPF-T відома як K 81/1, у той час як гармата K 81/2 використовувала колишній радянський лафет. Обидва варіанти були зроблені на швидкоруч і були дуже важкими, що робило гармати громіздкими при розгортанні. У 1943 було розгорнуто програму використання Pak 44 як установка на протитанкову САУ Jagdtiger (Sd.Kfz. 186) та надважкий танк Maus. Ці гармати, яких випустили приблизно у кількості 100 штук, були відомі як Pak 44 та Pak 80 / Panzerjägerkanone Pjk 80. Продуктивність була така сама як і початкового зразка.

## Продуктивність
Заряджання гармати було роздільним, снаряд і гільза з зарядом. Через це гармата могла стріляти використовуючи заряд трьох різних розмірів; легкий, середній та важкий. Легкий і середній заряди використовували коли гармата виконувала роль вогневої підтримки, вони могли розганяти снаряд з вагою ~28 кг до дулової швидкості у 845 м/с та 880 м/с відповідно. Важкий заряд використовували коли гармата виконувала протитанкову роль, тоді стрільба велася БСБН-ОФ вагою у 28,3 кг (PzGr.43) при дуловій швидкості у 950 м/с. З важким зарядом і снарядом PzGr.43 гармата Pak 44 могла пробивати 212 міліметрів (8,3 дюйм) броні під кутом нахилу у 30 градусів на відстані у 500 метрів, 200 міліметрів (7,9 дюйм) на відстані у 1 000 метрів (1 100 ярд) та178 міліметрів (7,0 дюйм) на відстані у 2 000 метрів (2 200 ярд).
Гармата 12,8 см Pak 44 стала основним головним озброєнням важкого винищувача танків Jagdtiger і у танковому варіанті її планували встановлювати на надважкі танки які розроблялися у останні місяці Другої світової війни, в тому числі на PzKpfw VIII Maus та E-100, під позначенням 12,8 см KwK 44 L/55.

## Варіанти
- 12,8 см Kanone 44, Pak 44
- 12,8 см Kanone 81/1: K 44 встановлена на колишній французький лафет від 155 мм гармати GPF-T. Двоколісний зі станинами.
- 12,8 см Kanone 81/2: K 44 встановлена на колишній радянський лафет від гаубиці 152 мм модель 1937. Двоколісний зі станинами.
- 12,8 см Kanone 81/3: K 44 встановлена на середній збройний лафет Gerät 579. У версії Круппа. 4-колісна версія де два колеса з одного кінця, а два з іншого. Могла вести вогонь на 360°.
- 12,8 см Pak 80: Pak 44 встановлений на винищувач танків Jagdtiger (Sd.Kfz. 186).

## Позначення
Як зазвичай для того часу назва зброї змінювалася кілька разів. У різні часи вона була відома під назвами K 44, Pak 44, Kanone 81, Pak 80 та Pjk 80.
Устаткування яке мало у назві позначку 8х, було тимчасовим елементом і зазвичай випускалося невеликими партіями, тому не розглядалося як стандартна службова зброя. Отже Pak 80 та Pjk 80 були тимчасовими назвами, як і K81/x.
Якщо б гармата була прийнята на озброєння, вона отримала б назву Pak 4x. Єдиною різницею між Pak 44 та K 44 були методи використання гармати—самі по собі гармати були ідентичні.